# Miguel Herrera Equihua
Miguel Ángel Herrera Equihua (Uruapan, Michoacán, México, 3 de abril de 1989) es un futbolista mexicano, juega como defensa central y su actual equipo es el Pachuca de la Primera División de México.

## Trayectoria
Hizo su debut con el Tampico Madero en la Liga de Ascenso de México luego de salir de las fuerzas básicas de Pachuca, para la temporada 2012-13 pasa con el primer equipo, fue subcampeón del torneo Clausura 2014, a inicios del 2016 llega con el Monterrey donde fue subcampeón del torneo Clausura 2016 ante su exequipo. En el siguiente semestre llega con los Tigres UANL donde sería campeón de liga y campeón de campeones aunque vería poco juego.
En 2017 pasa con los Tiburones Rojos de Veracruz, el siguiente semestre ficha con el León jugando hasta 2020 logrando ser subcampeón del torneo Clausura 2019, actualmente juega con el Pachuca.

## Selección nacional
Tras sus buenas actuaciones en el Pachuca fue convocado por Miguel Herrera para los amistosos contra Panama, Holanda y Bielorrusia, debuta el 12 de octubre de 2014. Fue tomado en cuenta para la Copa Mundial de Fútbol de 2014, pero quedó fuera de la lista.
| Club               | País   | PJ | Goles | Periodo         |
| ------------------ | ------ | -- | ----- | --------------- |
| Selección Mexicana | México | 4  | 0     | 2014 - Presente |

## Clubes
| Club                | País   | Año          |
| ------------------- | ------ | ------------ |
| Tampico Madero F.C. | México | 2010 - 2011  |
| Pachuca             | México | 2011 - 2015  |
| Monterrey           | México | 2016         |
| Tigres UANL         | México | 2016         |
| Veracruz            | México | 2017         |
| León                | México | 2017 - 2020  |
| Pachuca             | México | 2020 - Ahora |

## Palmarés

### Títulos nacionales
| Título               | Club        | País   | Año  |
| -------------------- | ----------- | ------ | ---- |
| Campeón de Campeones | Tigres UANL | México | 2016 |
| Liga MX              | Tigres UANL | México | 2016 |

- Datos: Q16232627